# Instituto Superior de Comercio

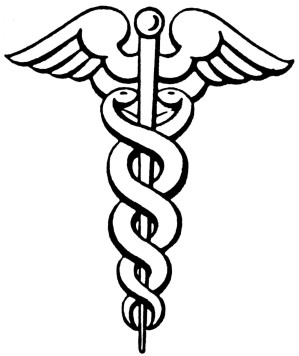
El caduceo, símbolo de los Institutos de Comercio.

Instituto Superior de Comercio (conocidos también por su sigla Insuco), es el nombre que reciben distintos establecimientos de educación secundaria (educación media) de Chile, dedicados a la enseñanza del comercio.

## INSUCO de Santiago

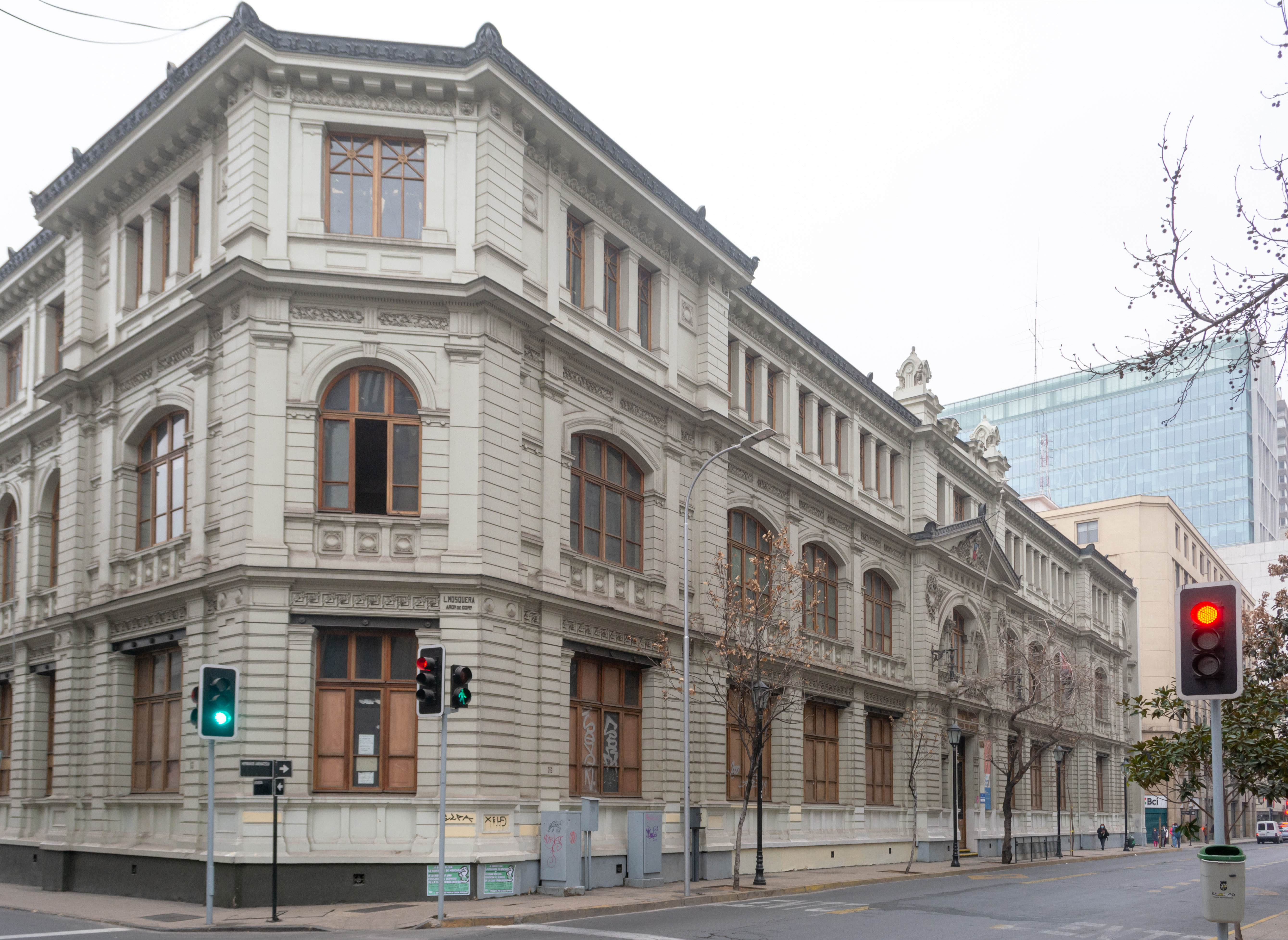
Instituto Superior de Comercio Eduardo Frei Montalva.

El Instituto Superior de Comercio Eduardo Frei Montalva de Santiago es un establecimiento de educación secundaria técnico profesional comercial, ubicado en calle Amunátegui  126, Santiago. Este  establecimiento imparte la educación científico-humanista desde 7° básico a 2° medio y una educación técnico profesional desde 3° a 4° medio, en la que las especialidades que se imparte son de administración y contabilidad. Además, durante unos años se impartió también la especialidad de programación de computadores Atari (donde sólo ingresaban los alumnos de todos los postulantes).
Es actualmente es uno de los liceos más emblemáticos de la educación chilena, reconocido como el mejor liceo técnico profesional comercial de Chile. Dicho reconocimiento es debido a sus altos puntajes en las pruebas SIMCE Y PSU tomando en cuenta su calidad de formación para el trabajo y la calidad de sus estudiantes a la hora de salir al campo laboral [cita requerida]

### Directores del Instituto
- Juan Olavarría Mac Donals (1972-1973)
- Héctor Arriagada González (1973-2006)
- Gilda Navarrete Lara (2006-2008)
- Luis Espinosa Plaza (2008-2012)
- Marlenne Crettón Solís (2013-2018)
- Jorge Marticorena Zilleruelo (S) (2018-2019)
- Andrea Bravo Valenzuela (2019-2023)
- Ana María Silva Elgueta (R) (2024-Abril 2025)
- René Sporman Bustamante (2025-Actualidad)

### Convenios
El liceo cuenta con varias instituciones con las cuales tiene convenio, la mayoría tiene como objetivo especializar a los alumnos de mejores notas en la carrera que imparte el estudiante. Algunas de estas instituciones son:
- Banco Central de Chile
- Instituto de Estudios Bancarios
- Universidad de Chile
- Cámara de Comercio
- Escuela de Contadores Auditores
- Universidad Diego Portales
- Banco Santander
- Universidad Alberto Hurtado

También se da la facilidad de preuniversitarios y becas financiadas por exalumnos insucanos en ayuda a alumnos que demuestren más capacidad e interés en ello.

### Logros
El Instituto Superior de Comercio Eduardo Frei Montalva obtuvo por dos años consecutivos el Premio del Concurso Escolar Economía + Cerca del Banco Central de Chile, obteniendo el tercer lugar el año 2012, y un segundo lugar el 2013, ambos equipos finalistas fueron liderados por la profesora Andrea Bravo Valenzuela, ex Directora del establecimiento.

### Carreras
- Administración Mención Recursos Humanos
- Administración Mención Logística
- Contabilidad

## INSUCO de Valparaíso

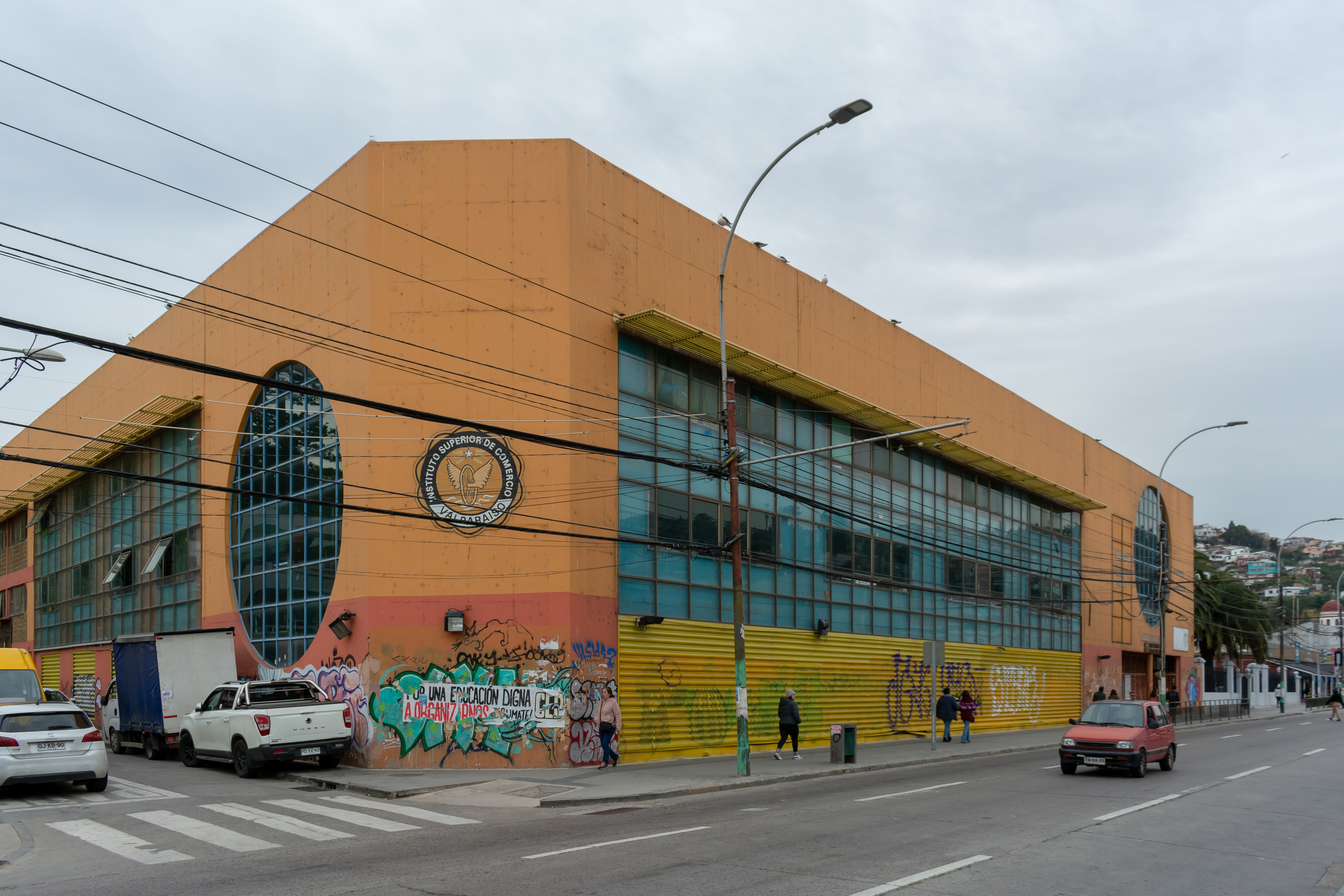
Instituto Superior de Comercio Francisco Araya Bennet.

El Instituto Superior de Comercio "Francisco Araya Bennett", conocido también como "Comercial de Valparaíso", es una institución chilena de enseñanza secundaria, que, al igual que el anterior, imparte la modalidad Técnico- Profesional. Funcionó en un principio en el Palacio Lyon de calle Condell, en pleno centro comercial de la ciudad Patrimonial. Su ubicación actual es en el sector El Almendral de Valparaíso, en Avenida Argentina.
Creado, originalmente, para satisfacer las necesidades técnicas en las áreas de comercio de la ciudad, ya que es un importante área de negocios comerciales, ya que Valparaíso es el puerto principal de Chile. 
En sus inicios dictó las carreras de contabilidad y comercio exterior. Hoy en día, sus horizontes se han ampliado, al igual que la ciudad. Hoy Valparaíso, además de ser una ciudad puerto, se ha transformado en una ciudad Patrimonio de la Humanidad, por ende turística; generando una nueva oferta para la comuna, manteniendo como eje central, el comercio
Su lema es "Non Scholae, Sed Vitae Discimus", "No aprendemos para el colegio, sino para la vida".

### Carreras
- Contabilidad
- Administración en Recursos humanos
- Administración en Logística
- Programación
- Turismo

## INSUCO de Coquimbo
El Instituto Superior de Comercio de Coquimbo fue fundado el 11 de febrero de 1905, iniciando sus clases el 10 de mayo de 1905, ubicado en las calles Aldunate y Sierra, y poseía 46 alumnos. Entre sus primeros profesores estaba Bernardo Ossandón, quien también se desempeñó como primer director del instituto hasta su retiro en 1917.
En 1915 se trasladó a su actual ubicación, en una casa que pertenecía a Santiago Castagneto. En 1938 se crea la especialidad de Contabilidad, mientras que la de Secretariado fue establecida en 1949. En 1952 fue construido el actual edificio, que fue diseñado por Guillermo Rencoret. Once años después es inaugurada la especialidad de Ventas y Publicidad.
En 2016 se crea la especialidad de Programación.

## INSUCO de Talca

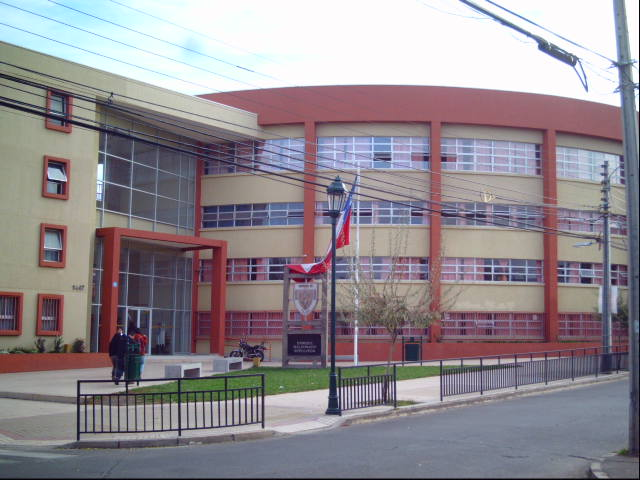
Edificio del Instituto Superior de Comercio de Talca.

El Instituto Superior de Comercio "Enrique Maldonado Sepúlveda" de Talca es un colegio de educación secundaria, Técnico Profesional del sector administración y comercio. Se encuentra situado en calle 1 Poniente #1447.

### Historia
Fue instaurado el 8 de mayo de 1905 empezando con una matrícula de 115 educandos, por razón de la Ley de Presupuesto, siendo Presidente de la República Don Germán Riesco y su Ministro de Educación Don Guillermo Rivera. Hoy recibe en sus aulas sobre 2.600 estudiantes repartidos en 50 cursos en la Jornada diurna e entrega las subsiguientes especialidades: Contabilidad, Administración.
Desde sus rudimentos comienzos hasta el intervalo de 1930 funcionó en un viejo caserón ubicado en 1 Sur con 3 Poniente. Su transferencia al inmueble actual, 1 Poniente #1447, se convino a la gran solicitud de matrícula. En este lugar funcionaba la Escuela Normal de Talca. En 1942 se amplió hacia el sur donde trabajaba el Servicio de Investigaciones. Las dilataciones se extendieron por la calle 3 Norte entre 1956 y 1960. Consecutivamente, entre los años 1962 y 1965, el Instituto se abre hacia la calle 2 Poniente, pertenencia de la distinguida educadora Marta Donoso Espejo. El 15 de abril de 1960, se creó el Instituto Comercial Vespertino y Nocturno, que hoy forma parte del actual Insuco. En la actualidad la Dirección es encabezada por Don Miguel Ángel Moraga Neira, que está haciendo su mejor esfuerzo para cumplir con el proyecto educativo.

## INSUCO de Antofagasta
El Instituto Superior de Comercio Jerardo Muñoz Campos es un  establecimiento de educación secundaria técnico profesional comercial, dependiente de la Corporación Municipal de Desarrollo Social de Antofagasta. El INSUCO Antofagasta nació como respuesta a las necesidades de miles y miles de jóvenes interesados en la enseñanza técnico profesional. El 28 de marzo de 1906 inició sus actividades educacionales el Instituto Comercial de Antofagasta,  en respuesta de la comunidad a la necesidad de una actividad comercial creciente, muy cerca de los cerros circundantes de la ciudad, en un viejo caserón ubicado en calle Prat 308-310, entre las calles Atacama y Curicó. Sus primeras especialidades son las de Contadores Oficinistas. Su primer director fue Francisco Carey Páez, abogado de la Universidad de Chile, su gestión es emblemática en la historia del Instituto, pues se mantuvo en el cargo durante 25 años. Las alumnas ingresaron a nuestras aulas a partir del año 1929, con tres cursos complementarios de Secretariado y Contabilidad, y luego cursos mixtos regulares. A fines de la década de 1930, la enseñanza se divide en especialidades, otorgando los títulos de Secretariado y Contador General. En 1931 el Instituto Comercial bajo la dirección de Guillermo Carrasco, se traslada a su actual dirección, calle Manuel Antonio Matta esquina de Manuel Orella, en la señera casona. Durante los años de 1955 se agrega la especialidad de Agente Comercial Viajante.
A principios de enero de 1952 llega a hacerse cargo de la Dirección del Instituto Comercial de Antofagasta el Profesor de Contabilidad y Matemáticas, don José Antonio Duque Canales, trasladado (a petición suya), desde la Dirección del Instituto Comercial N° 3 de Santiago.
En Antofagasta, el señor Duque se encuentra con un Establecimiento con severas muestras de abandono en lo que a mantención de toda índole se refiere.  Sus colegas profesores del plantel se muestran algo desalentados por la situación que es obvia y, más aún, con signos de desmotivación, ya que a esto se agrega el hecho de que el inmueble en que funciona el colegio es de propiedad de una compañía minera que la entregó al Estado en una especie de comodato, pero desvinculándose totalmente de todo lo que fuera arreglos o mejoras.
Todo lo anterior, inmerso en el gran problema de ese momento en la ciudad, como era la escasez de agua.  El suministro se reducía a pocas horas diarias, lo que hacía que el alumnado y todo el personal del Establecimiento vivieran días de permanente desaseo.
Al llegar ese año al Establecimiento, el señor Duque se abstuvo de disfrutar de sus vacaciones, para la gran tarea, autoimpuesta, de salvar los obstáculos, de modo que la llegada del alumnado en marzo próximo fuera lo menos incómoda posible para todos.
Consiguió con algunos empresarios de la zona, aportes en materiales y equipos, que le permitieron instalar estanques de agua a nivel de suelo y bombas para llenar estanques en altura, reforzando las correspondientes bases y pilares de un edificio deteriorado.
Las salas de clases se repararon y pintaron; los baños se repararon, se renovaron y se asearon debidamente.    La casa asignada al Director, que mostraba mucho deterioro (incluyendo polillas en el maderamen), fue también remodelada.
En los primeros meses los alumnos accedieron a destinar las mañanas de los días sábado a raspar y preparar sus bancos y sillas para que fueran barnizados o pintados.  Asimismo, se acostumbraron a colaborar para mantener el aseo de salas y baños, incluso, sin rayados de muros.
El Director invirtió el presupuesto en máquinas sumadoras y calculadoras de escritorio (banco, librería y oficinas), máquinas de escribir modernas, mimeógrafo, equipos de sonido y reproducción discográfica, para las presentaciones y actos en el patio del Colegio.  Consiguió con un colega, Director de la Escuela de Minas (centro técnico), que aceptara incorporar a uno de los empleados auxiliares a cursos de electricidad y, a un segundo, en carpintería, para el mejor y amplio desempeño de dichas personas en sus respectivos cargos.
Dio inicio a las gestiones para lograr la expropiación de la propiedad. Asimismo, también se dio inicio a las gestiones para que se reconociera la categoría de Instituto Superior de Comercio, ya que el Establecimiento había logrado incorporar las tres especialidades: Contador General, Contador Secretario y Contador Agente, requisito que en esos años se exigía para merecer tal categoría.
El Director, señor Duque, se acogió a jubilación a mediados de 1957.
El suscrito -que agregó esta etapa de la vida del querido Instituto en este recuerdo- cursó el último año de estudios en el ISCA  en 1952; mi hermano lo hizo tres años más tarde. 
Por decreto N.º 15.036 del 31 de octubre de 1960, cambia su nombre a Instituto Superior de Comercio. En 1965 se inicia la Jornada Nocturna conocido como Incoveno para brindar la oportunidad a jóvenes adultos de completar sus estudios y acceder a mejoras profesionales, sociales y laborales. En el 14 de julio de 1988, por Decreto Exento N.º 125, otorga el nombre de Liceo Comercial A N.º 12 “Jerardo Muñoz Campos”, en homenaje al ilustre profesor de contabilidad. Reconociendo así una brillante carrera profesional y de servicio a la comunidad antofagastina. El Instituto Superior de Comercio en 1997 se adjudica el Proyecto Montegrande, siendo uno de los 51 establecimientos en todo el País, obteniendo recursos para mejorar los procesos de enseñanza aprendizaje, donde se trabaja como estrategias los “ Módulos de Autoaprendizaje” en el sector de las especialidades, creados por sus propios docentes y posteriormente aplicados a otros establecimientos de la misma modalidad, laboratorios de computación e infraestructura terminando de ejecutarse en el año 2005. A contar del año 2001, se agrega la especialidad de Administración como nueva Oferta Educativa y desde el año 2013 se incorpora a sus aulas Séptimos y Octavos, adelantándose a la reforma educacional en curso. Actualmente acorde con las políticas educacionales vigentes se propicia un cambio curricular para la modalidad técnico profesional, donde se impartirán las Especialidades de Administración (Mención Recursos Humanos y Mención Logística) y Contabilidad.
En marzo del año 2021, se realizó un hito histórico en la dirección del establecimiento educacional al nombrar a Karen Cecilia Cáceres Jofré como la primera mujer en ocupar el cargo titular de Directora ADP a través del concurso de Alta Dirección Pública, después de 116 años de historia de esta casa de estudio.  Debió liderar el proceso  de retorno a clases presenciales tras la pandemia de coronavirus, implementando la modalidad de estrategia de aprendizaje dual en todas las especialidades, beneficiando al cien por ciento de los estudiantes. Antes de esta administración, sólo un grupo de estudiantes podía acceder a esa modalidad educativa. Además dentro de su gestión debió encabezar  la actualización del reconocimiento oficial de las especialidades de Contabilidad, Administración mención Logística y Recursos Humanos, con ello reestructuración y sistematización de procedimientos para la implementación de aula segura y de toda la documentación normativa, post pandemia.  En este período se adjudica el proyecto de  conservación de infraestructura el que contempla , cambios sustantivos en infraestructura, la conservación de toda la planta sanitaria y red eléctrica. Además de un tratamiento especial de la casona de madera de pino oregón, con un costo total del proyecto $3.154.198 millones de pesos, siendo uno de los montos más alto adjudicados de la región. Renuncia el año 2023, nombrando al  Director Actual Don Sergio Franco Dubó quien se mantiene hasta la actualidad (2023- actualidad). En éste último periodo el establecimiento aumenta exponencialmente la matrícula, dado el aumento en la población de la comuna, gestionando éste último, la realización de dos jornadas de clases en convenio con el ministerio y SEREMI de educación a fin de dar respuesta a la demanda educativa.
Especialidades
Administración en Mención Logística
Administración en Mención Recursos Humanos
Contabilidad

## INSUCO de Punta Arenas
Fue creado en 1936 como una sección anexa al Liceo de Hombres de Punta Arenas, siendo sus primeros alumnos en su mayoría dependientes de comercio. En 1948 se inició la construcción del actual edificio, que quedaría concluido en 1953. En 1963 se le otorga el título de INSUCO. En 1998 se inicia el proyecto Montegrande con miras a su modernización.
Este instituto se destaca por su perfil comercialino que se les implanta a los jóvenes durante sus 4 años en el establecimiento.

## INSUCO de Chillán
Fue fundado el 19 de marzo de 1940 bajo la firma del entonces presidente de la República Pedro Aguirre Cerda. En la actualidad recibe el nombre de Instituto Superior de Comercio Profesor Fernando Pérez Becerra
Tradicionalmente impartió las carreras de: Administración de Empresas, Contabilidad, Secretariado y Ventas, en la actualidad imparte las carreras de Programación, Conectividad y Redes, Administración Con Mención En Logística, Contabilidad, y Administración Con Mención En Recursos Humanos. Manteniendo un prestigio desde sus inicios tanto en la región como en el país, destacándose siempre por las diversas actividades de contingencia nacional.